# کینشما
شهر کینشما (به روسی: Кинешма) در کشور روسیه و در اوبلاست ایوانوف واقع شده‌است.